# بيير سو
بيير سو (بالفرنسية: Pierre Sue)‏ هو جراح وأمين مكتبة فرنسي، ولد في 28 ديسمبر 1739 في باريس في فرنسا، وتوفي في 8 أبريل 1816.